# كلفن كلارك (لاعب كرة قدم أسترالية)
كلفن كلارك (بالإنجليزية: Kelvin Clarke)‏ هو لاعب كرة قدم أسترالية أسترالي، ولد في 26 ديسمبر 1947.

## وصلات خارجية
- كلفن كلارك على موقع AustralianFootball.com (الإنجليزية)
- كلفن كلارك على موقع AFLtables.com (الإنجليزية)